# 2012년 세계 아이스하키 선수권 대회
2012년 세계 아이스하키 선수권 대회(영어: 2012 World Ice Hockey Championships)는 국제 아이스하키 연맹(IIHF)에서 주관하는 제76회 세계 선수권 대회이다. 46개국의 남자 아이스하키 대표팀이 참가하여 각 등급에 따라 경기를 치렀다.

## 챔피언십
16개국 최상위권 국가들의 챔피언십 대회는 5월 4일 ~ 5월 20일 핀란드 헬싱키와 스웨덴 스톡홀름에서 열렸다.
- 1위  러시아
- 2위  슬로바키아
- 3위  체코
- 4위  핀란드
- 5위  캐나다
- 6위  스웨덴
- 7위  미국
- 8위  노르웨이
- 9위  프랑스
- 10위  라트비아
- 11위  스위스
- 12위  독일
- 13위  덴마크
- 14위  벨라루스
- 15위  이탈리아 - 2013년 디비전 1로 강등
- 16위  카자흐스탄 - 2013년 디비전 1로 강등

| 금 러시아     | 콘스탄틴 바룰린, 예브게니 비류코프, 미하일 비류코프, 파벨 다추크, 데니스 데니소프, 알렉세이 예멜린, 드미트리 칼리닌, 예브게니 케토프, 데니스 코카레프, 니콜라이 쿨료민, 예브게니 쿠즈네초프, 예브게니 말킨, 예브게니 메드베데프, 니키타 니키틴, 일리야 니쿨린, 알렉산드르 오베치킨, 알렉산드르 페레조긴, 알렉산드르 포포프, 예브게니 랴센스키, 세르게이 시로코프, 알렉산드르 쇼민, 알렉산드르 스비토프, 알렉세이 테레셴코, 세묜 바를라모프, 니콜라이 제르데프 감독: 지네툴라 빌랼레트디노프 |
| 은 슬로바키아 | 이반 바란카, 밀란 바르토비치, 마리오 블리주냐크, 즈데노 하라, 도미니크 그라냐크, 페테르 하메를리크, 미할 한주시, 마르첼 하슈차크, 마르첼 호사, 마레크 호보르카, 율리우스 후다체크, 리보르 후다체크, 토마시 코페츠키, 크리스티안 쿠드로치, 얀 라초, 미헬 미클리크, 유라이 미쿠시, 브란코 라디보예비치, 미로슬라우 샤탄, 안드레이 세케라, 미할 세르센, 토마시 스타로스타, 토마시 수로비, 토마시 타타르, 레네 비다레니 감독: 블라디미르 부이테크                                               |
| 동 체코       | 미로슬라프 블라탸크, 페트르 차슬라바, 마르틴 에라트, 미하엘 프롤리크, 알레시 헴스키, 루카시 카슈파르, 페트르 코우칼, 야쿠프 코바르시, 루카시 크라이체크, 다비트 크레이치, 야쿠프 크레이치크, 즈데네크 쿠틀라크, 밀란 미할레크, 토마시 모이지시, 페트르 므라제크, 야쿠프 나클라달, 페트르 네드베트, 온드르제이 네메츠, 이르지 노보트니, 야쿠프 페트루잘레크, 토마시 플레카네츠, 페트르 프루하, 야쿠프 슈테파네크, 페트르 텐크라트, 미할 본드르카 감독: 알로이스 하담츠지크                   |

## 디비전 1
디비전 1에 속하는 12개 국가들은 2개 그룹으로 나누어 별도로 경기를 치렀다. 상위권의 A그룹 국가들은 슬로베니아 류블랴나에서, 하위권의 B그룹 국가들은 폴란드 크리니차즈드루이에서 각각 4월 15일 ~ 4월 21일 경기를 치렀다.
| A그룹 - 1위 슬로베니아 — 2013년 챔피언십으로 승격 - 2위 오스트리아 - 2013년 챔피언십으로 승격 - 3위 헝가리 - 4위 영국 - 5위 일본 - 6위 우크라이나 - 2013년 디비전 1 B그룹으로 강등 | B그룹 - 1위 대한민국 — 2013년 디비전 1 A그룹으로 승격 - 2위 폴란드 - 3위 네덜란드 - 4위 리투아니아 - 5위 루마니아 - 6위 오스트레일리아 - 2013년 디비전 2 A그룹으로 강등 |

| 디비전1 A 우승 슬로베니아 | 다미안 데르바리치, 보슈티안 골리치치, 블라시 그레고르츠, 안드레이 헤바르, 안드레이 호체바르, 마테이 호체바르, 지가 예글리치, 사바후딘 코바체비치, 알레시 크란츠, 로베르트 크리스탄, 알레시 무시치, 로크 파이치, 에리크 판체, 지가 판체, 지가 파울린, 토마시 라진가르, 미티아 로바르, 다비트 로드만, 마르첼 로드만, 로베르트 사볼리치, 안드레이 타우젤, 로크 티차르 감독: 마티아시 코피타르 |

| 디비전1 B 우승 대한민국 | 안현민, 조민호, 엄현승, 정병철, 김동환, 김근호, 김혁, 김현수, 김형준, 김기성, 김상욱, 김원중, 김우영, 김윤환, 이돈구, 이승엽, 이용준, 이유원, 오현호, 박성제, 박우상, 신상우 감독: 변선욱 |

## 디비전 2
디비전 2에 속하는 12개 국가들은 2개 그룹으로 나누어 별도로 경기를 치렀다. 상위권의 A그룹 국가들은 아이슬란드 레이캬비크에서, 하위권의 B그룹 국가들은 불가리아 소피아에서 각각 4월 12일 ~ 4월 18일 경기를 치렀다.
| A그룹 - 1위 에스토니아 — 2013년 디비전 1 B그룹으로 승격 - 2위 스페인 - 3위 크로아티아 - 4위 아이슬란드 - 5위 세르비아 - 6위 뉴질랜드 - 2013년 디비전 2 B그룹으로 강등 | B그룹 - 1위 벨기에 — 2013년 디비전 2 A그룹으로 승격 - 2위 중국 - 3위 불가리아 - 4위 멕시코 - 5위 이스라엘 - - 6위 남아프리카 공화국 - 2013년 디비전 3 A그룹으로 강등 |

| 디비전2 A 우승 에스토니아 | 안드레이 알렉산드로브, 로만 안드레예브, 막심 보로비코브, 막심 이바노브, 세르게이 이바노브, 아나톨리 야코블레브, 카우포 칼리우스테, 빌렘헨리크 코이트마, 알렉산드르 콜로소브, 켄 쿠스크, 라우리 라헤살루, 얀 루카츠, 세르게이 노비코브, 알렉산드르 페트로브, 디미트리 로딘, 로베르트 로바, 이고르 사보브, 막심 세미오노브, 알렉세이 시비르체브, 바실리 티타렝코, 일랴 우루셰브, 미흐켈 버랑 감독: 드미트리 메드베데프 |

| 디비전2 B 우승 벨기에 | 티모 드뱅, 옌스 엥엘런, 돈 헤이르츠, 니키 더 헤르트, 브라이언 콜로제이크지크, 드리스 레이르스, 케빈 판 로베런, 크리스토프 판 로이, 로렌초 마스, 미치 모건, 빈센트 모건, 요르단 파울루스, 얀 라켈봄, 올리비에 롤랑, 비외른 스테일런, 데니스 스비넨, 데안 튀뤼라, 벤 토레만스, 벤 페르카먼, 윱 페르카먼, 닐스 프루만스 감독: 조제프 르죈 |

## 디비전 3
디비전 3에 속하는 6개 국가들은 튀르키예 에르주룸에서 4월 15일 ~ 4월 21일 경기를 치렀다.
- 1위  튀르키예 — 2013년 디비전 2 B그룹으로 승격
- 2위  조선민주주의공화국
- 3위  룩셈부르크
- 4위  아일랜드
- 5위  그리스
- 6위  몽골

| 디비전3 우승 튀르키예 | 자페르 아바일르, 베키르 아크귈, 부라크 사바슈 악튀르크, 젱기즈 아키을드즈, 피크리 아탈르, 자네르 바이칸, 도우 빙골, 귀르칸 체팅카야, 에르도안 조슈쿤, 세르칸 귀뮈슈, 유수프 할릴, 갈리프 하마라트, 바튼 쾨세멘, 레벤트 외즈바이도안, 엠라흐 외즈멘, 세르다르 세미즈, 알페르 솔라크, 괴칼프 솔라크, 괵튀르크 타슈데미르, 옥타이 야부자르슬란 감독: 툰자이 클르치 |